# الصومال الكبير

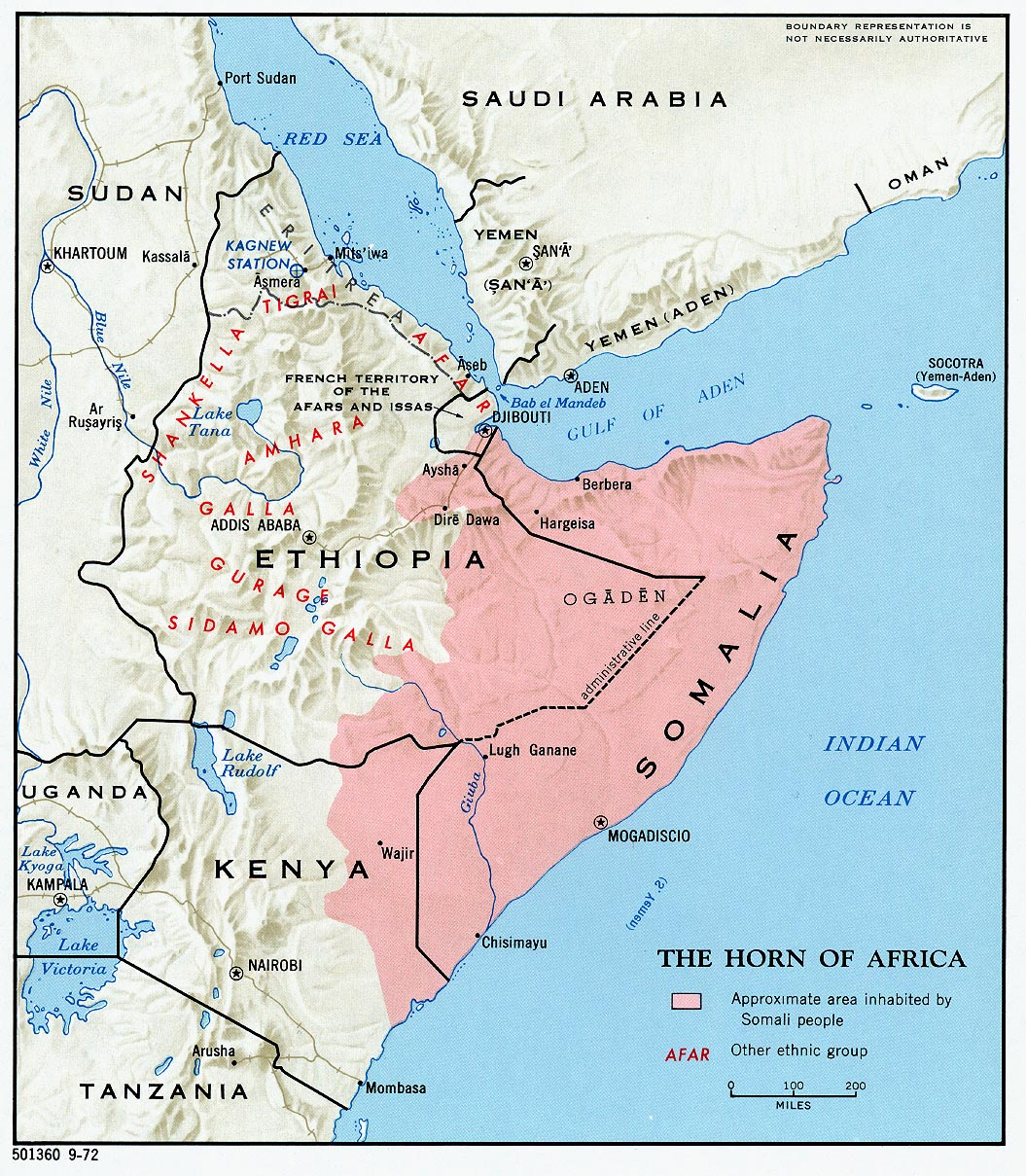
الصومال الكبير.

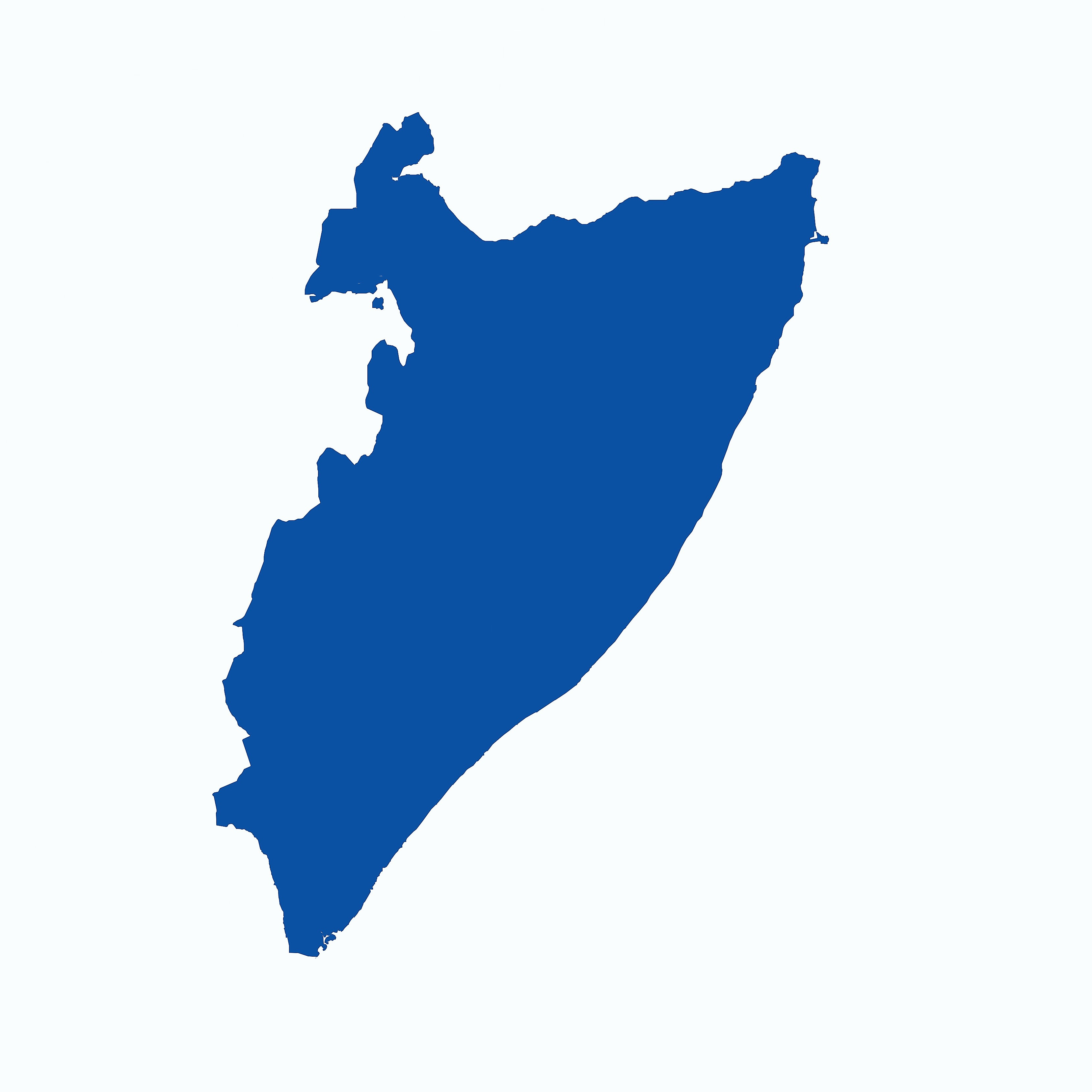
الصومال الكبير.

الصومال الكبير يشير إلى المنطقة في القرن الأفريقي التي تعيش فيها العرقية الصومالية والتي مثلت تاريخياً الأغلبية فيها. ولذلك يضم الصومال الكبير كلاً من: الصومال وجيبوتي وأوغادين والمحافظة الشمالية الشرقية (المنطقتان الأخيرتان تديرهما حالياً إثيوپيا وكينيا، على التوالي). الوحدة الصومالية هي رؤية توحيد هذه المناطق كأمة واحدة تحت علم صومالي واحد. السعي لتحقيق هذا الهدف أدى إلى صراع، مدخِلاً الصومال في حرب مع إثيوپيا على منطقة الأوغادين، وكذلك دعم الثوار الصوماليين فيما سمي حرب شيفتا ضد كينيا.

## شرق إفريقيا الإيطالي
أثناء الحرب العالمية الأولى، توصلت بريطانيا سراً إلى اتفاقية مع إيطاليا لتنقل 94,050 كيلومتر مربع كم من محمية جوبا لاند التي يسكنها صوماليون (جنوب غرب الصومال في يومنا الحالي) إلى أرض الصومال الإيطالي. كانت تلك هي جائزة إيطاليا للتحالف مع بريطانيا في حربها ضد ألمانيا. المعاهدة ظلت سارية وفي 1924 تنازلت بريطانيا عن جوبا لاند. وفي 1926، أصبحت جوبا لاند جزءاً من أرض الصومال الإيطالي، ثم أطلق عليها الإيطاليون لاحقاً اسم جوبا العليا Oltre Giuba. وبعد غزو إثيوپيا في 1936، ضمت إيطاليا كذلك منطقة الاوگادن.
وفي مطلع الحرب العالمية الثانية، غزت القوات الإيطالية أرض الصومال البريطاني وطردت البريطانيين. إلا أن البريطانيين استعادوا السيطرة على شرق أفريقيا البريطاني، التي ضمت منطقة التخوم الشمالية التي كان جميع سكانها من الصوماليين والتي تحكمها كنيا في الوقت الحاضر.
استعادت بريطانيا السيطرة على أرض الصومال البريطاني في ربيع 1941، واستولت على أرض الصومال الإيطالي والاوجادن. وفي 1945، انعقد مؤتمر پوتسدام، حيث تقرر عدم إعادة أرض الصومال الإيطالي إلى إيطاليا. واختارت الأمم المتحدة بدلاً من ذلك، في 1949، أن تمنح إيطاليا الوصاية على أرض الصومال الإيطالي لمدة عشر سنوات، على أن تستقل المنطقة بعد ذلك.
وفي هذه الأثناء، في 1948، تحت ضغط من حلفائها في الحرب العالمية الثانية، وبالرغم من إغضابها للصوماليين، «أعاد» البريطانيون الحوض Hawd (منطقة مراعي صومالية هامة كانت من المفترض أنها 'محمية' بمعاهدات بريطانية مع الصوماليين في عامي 1884 و1886) الأوغادين إلى إثيوپيا بناء على معاهدة وقعوها عام 1897 تنازل فيها البريطانيون عن منطقة صومالية للإمبراطور الإثيوپي منليك مقابل مساعدته ضد غارات القبائل الصومالية. بريطانيا نصت على فقرة شرطية أن تحتفظ قبائل البدو الصوماليون باستقلالها الذاتي، إلا أن إثيوپيا أعلنت فوراً سيادتها على على هذه القبائل ومنطقتهم. هذا التصرف الإثيوبي أدى إلى المحاولة الفاشلة من قبل البريطانيين في عام 1956 لأن تشتري مرة أخرى الأراضي الصومالية التي تنازلت عنها لإثيوبيا.

## مناطق الصومال الكبير

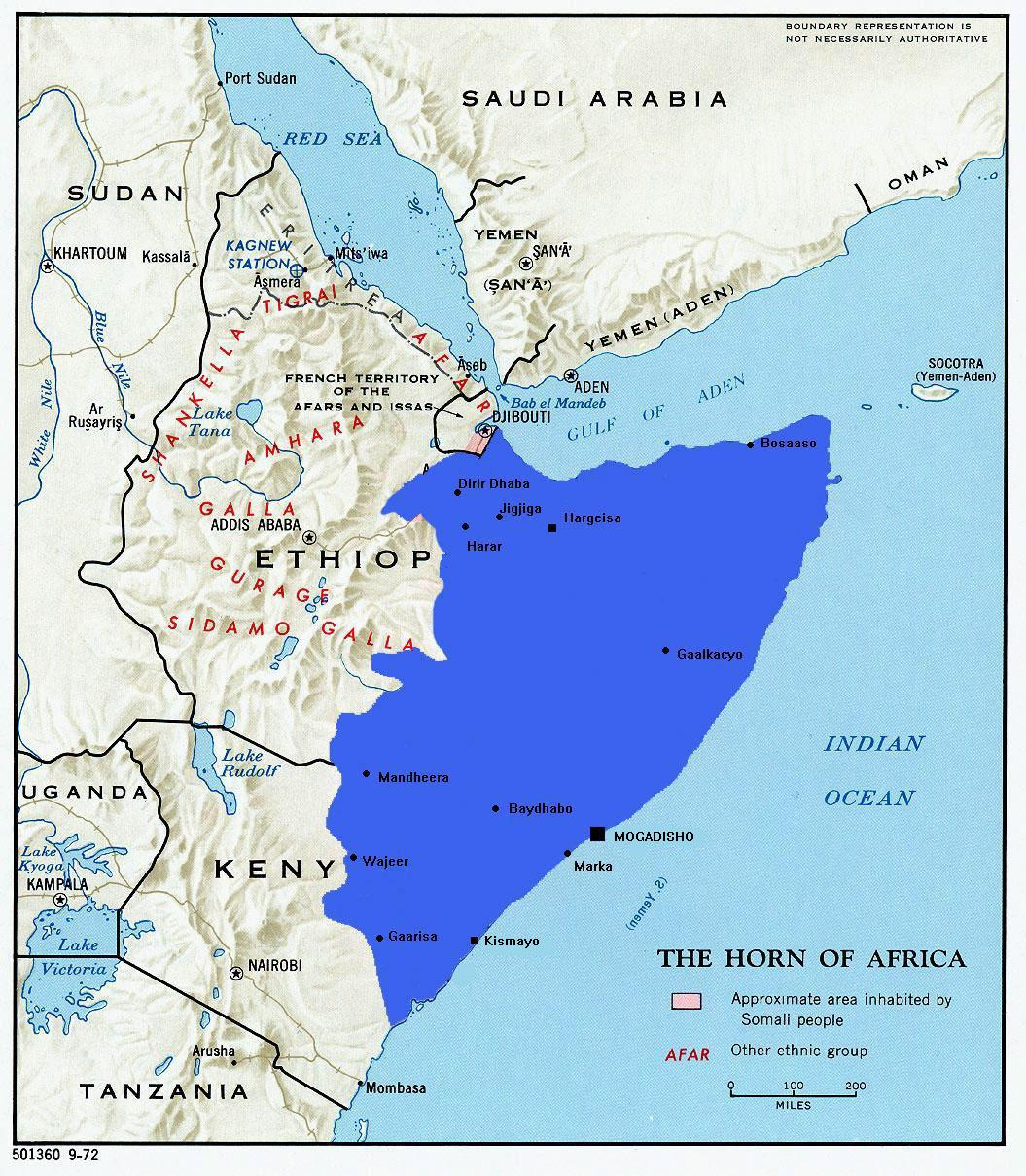
المنطقة التقريبية للأمة الصومالية بالنسبة للبلدان المجاورة.

علم الصومال

علم الصومال الموجود حاليا تتوسطه نجمة خماسية، تعبر عن أقاليم الصومال الخمسة التي ترمز للصومال الكبير الذي قسمه الاحتلال البريطاني والإيطالي والفرنسي إلى دويلات صغيرة تدمرها الصراعات.
- الإقليم الأول: يمثله جزأ من دولة جيبوتي، التي كانت القوات الفرنسية تحتلها ونالت استقلالها عام 1977 ويتقاسم فيها الصوماليين الحكم مناصفة مع العفريين.
- الإقليم الثاني: هو أوجادين أو ما يعرف بالصومال الغربي، والذي ضمه الاحتلال البريطاني إلى أثيوبيا عام 1954 ويجاهد أهله المسلمون لتحريره إلى الآن.
- الإقليم الثالث: إقليم جنوب غربي الصومال والذي ضمته كينيا إلى أراضيها عام 1963.
- الإقليم الرابع: وهو أرض الصومال البريطاني (صومالي لاند) والذي يقع شمال غربي البلاد، وأعلن استقلاله عام 1991، إلا أنه لم تعترف به أية دولة أخرى أو مؤسسة دولية.
- الإقليم الخامس: وهو الذي يحمل اسم الصومال الآن وعاصمته مقديشو ويقع جنوب ووسط الصومال الكبير، واستقل من الاحتلال الإيطالي عام 1960، ويقع شماله إقليم أرض بنط الذي يهدف للحصول على حكم ذاتي ولا يطالب بالاستقلال.[12]

## الجمهورية الصومالية
عام 1360هـ، 1941م إبان الحرب العالمية الثانية احتلت القوات البريطانية الصومال الإيطالي نتيجة معاداة إيطاليا لبريطانيا ووقوفها إلى جانب ألمانيا (دول المحور). وبذلك يكون الصومال الإيطالي قد خضع للسيطرة البريطانية وظل تحت الحكم البريطاني حتى عام 1369هـ، 1949م.
وكانت العناصر الوطنية في الصومال الإيطالي قد أجمعت على ضرورة انتهاز فرصة هزيمة إيطاليا في الحرب العالمية الثانية، وحاجة بريطانيا إلى تأييد الصومال وغيره من الدول، فتقدمت إلى الإدارة البريطانية ببرنامج سياسي تضمن تصفية الاستعمار من كل أجزاء الصومال، وتوحيدها في ظل علم واحد ودولة واحدة وإلغاء التعصب القبلي وكل التقاليد المناهضة لمضمون الدولة، وأن تكون الصومال جمهورية ديمقراطية، ودينها الرسمي الإسلام.
وفي نوفمبر عام 1369هـ، 1949م قررت الجمعية العامة للأمم المتحدة حق الصومال الإيطالي في الاستقلال في 1380هـ، 2 ديسمبر 1960م، كما قررت وضعه تحت الوصاية الإيطالية لمدة عشر سنوات ابتداء من 1370هـ، ديسمبر 1950م.
وفي 1374هـ، 12 أكتوبر 1954م، نَفَّذَت الإدارة الإيطالية بإشراف هيئة الوصاية الدولية (مصر والفلبين وكولومبيا) أول بند من بنود الاستقلال وتهيئة شعبه لتولي زمام أموره، وذلك حين احتفل بإنشاء العلم الصومالي، ثم بدأ مشروع صوملة الوظائف، وكانت كل الوظائف في شتى المرافق في أيدي الأجانب.
وكانت الحركة الانتقالية الكبرى بعد إنشاء العلم الصومالي وصوملة الوظائف، هي إجراء انتخابات لأول مرة في الصومال لتكوين أول مجلس تشريعي في البلاد. وفي 1375هـ، مارس 1956م أجريت الانتخابات العامة والتي أسفرت عن حصول حزب وحدة الشباب الصومالي على غالبية المقاعد، واقتسمت الأحزاب الأخرى بقية المقاعد. وانتهت الانتخابات لتبدأ مرحلة جديدة من مراحل تنفيذ اتفاقية الوصاية، وهي تشكيل أول وزارة في تاريخ الصومال الحديث من حزب الأغلبية الذي فاز في الانتخابات. وشكل بالفعل الوزارة من خمسة وزراء إلى جانب رئيسها عبد الله عيسى. وفي 1379هـ، ديسمبر 1959م أصدرت الجمعية العامة للأمم المتحدة قرارًا بمنح الصومال الإيطالي استقلاله في1380هـ، مطلع يوليو 1960م.
وخلال هذه التطورات في الصومال الإيطالي، كانت الحركة الوطنية يشتد ساعدها في الصومال البريطاني بزعامة حزبين كبيرين، هما الرابطة الوطنية الصومالية والحزب الصومالي المتحد. وطالب كلا الحزبين بالاستقلال الفوري والوحدة مع الصومال الإيطالي السابق. وفي 1380هـ، 6 إبريل 1960م اتخذ المجلس التشريعي بالصومال البريطاني قرارًا بوحدة الصومال البريطاني مع الصومال الإيطالي بعد حصول الأخير على استقلاله.
في 1380هـ، 20 يونيو 1960م أعلن استقلال الصومال البريطاني، كما حصل الصومال الإيطالي السابق على استقلاله في الأول من يوليو 1380هـ، 1960م. وتلا ذلك وحدة كل من الصومالين البريطاني والإيطالي، وأعلن عن قيام جمهورية الصومال الديمقراطية، وتم انتخاب آدم عبد الله عثمان ليكون رئيسًا لجمهورية الصومال في 1381هـ، 6 يوليو 1961م لمدة ست سنوات. وفي 1381هـ، 20 سبتمبر 1961م قُبلت الصومال عضوًا في هيئة الأمم المتحدة، كما تم انضمامها إلى جامعة الدول العربية، وصارت عضوًا بها في 1393هـ، 14 فبراير عام 1973م.
بعد انتهاء مدة رئاسة آدم عبد الله عثمان انتخب الدكتور عبد الرشيد علي شيرماركي رئيسًا لجمهورية الصومال واختير محمد حاجي إبراهيم رئيسًا للوزراء. وفي 1389هـ، 15 أكتوبر 1969م اغتيل شيرماركي. وفي 1389هـ، 21 أكتوبر 1969م قام انقلاب عسكري برئاسة محمد سياد بري الذي تولى الحكم وأصبح رئيسًا للبلاد منذ ذلك الوقت وحتى عام 1413هـ، 1992م حيث أطيح به. وتعرضت البلاد لأزمة داخلية وحرب أهلية أدت إلى تردي الأوضاع في البلاد ونجم عن ذلك تدخل الأمم المتحدة وتولي قوات الأمم المتحدة مقاليد الأمور من أجل إعادة الأمل للشعب الصومالي ومحاربة المجاعة. وبالرغم من ذلك، جرت اشتباكات بين قوات الأمم المتحدة وقوات الجنرال محمد فارح عيديد الذي كان يناهض الزعيم الصومالي علي مهدي محمد، ونتج عن ذلك انسحاب بعض قوات الأمم المتحدة من الصومال، وتم الاتفاق بين المنظمات الصومالية لإعادة الأمن والنظام وتشكيل حكم وطني ائتلافي.

## الحرب الأهلية الصومالية

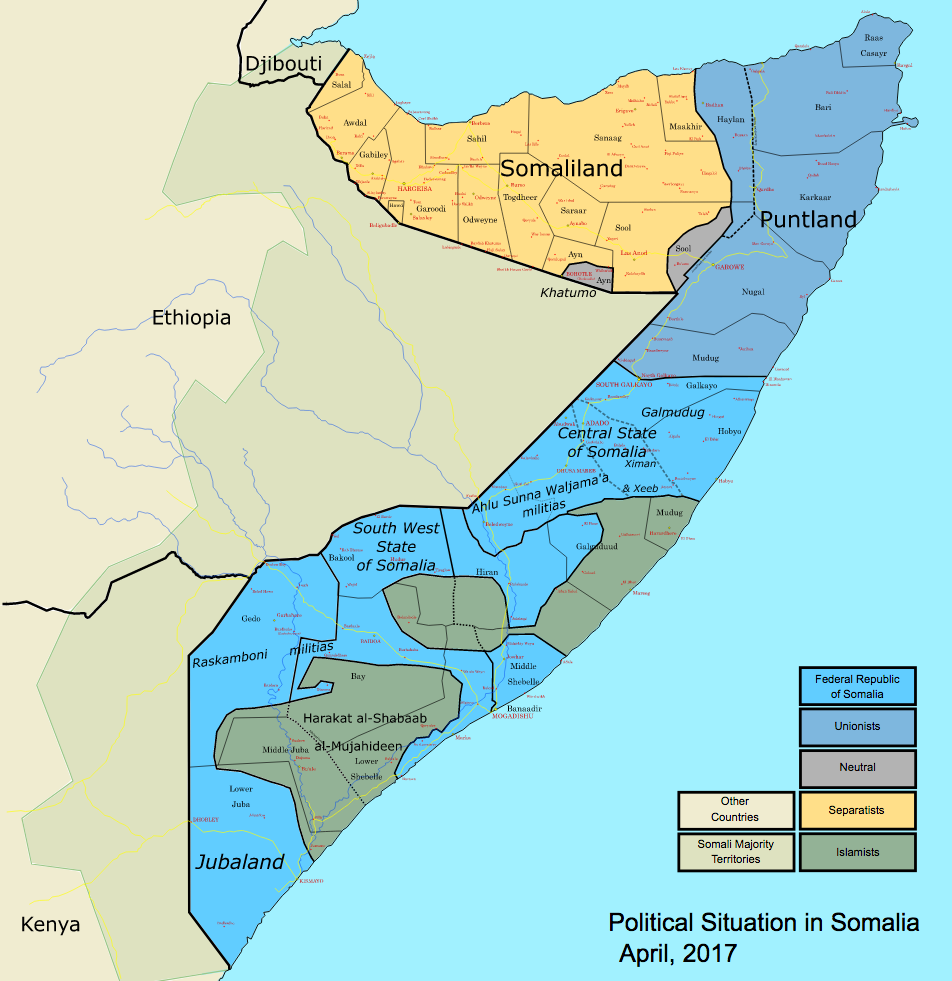
الوضع السياسي الحالي في الصومال، في 1 مارس 2009

واجه الصومال في الآونة الأخيرة مشكلة أكثر تعقيدًا من المشكلات السابقة، وهي الحرب الأهلية التي كادت تقضي على الأخضر واليابس. نشأت المشكلة عام 1411هـ،1990م عندما تمكنت فصائل المعارضة من الإطاحة بنظام الرئيس محمد سياد بري إلا أن سيطرة النظام القبلي أدت إلى انقسام رفقاء السلاح إلى مجموعتين متنافستين إحداهما يتزعمها محمد فارح عيديد (ثم ابنه بعد وفاته في أغسطس 1996م) والأخرى يتزعمها علي مهدي محمد. أدت الحرب بين المجموعتين إلى إشاعة الخراب والدمار وإثارة الرعب بين السكان. أصاب الشلل التام كل أدوات الإنتاج. وساد الفقر والجوع بين السكان، وانتشرت الأوبئة والأمراض.
لم تفلح محاولات المجتمع الدولي في إمداد السكان بالمعونات الغذائية والطبية، حيث تعرضت هذه المعونات للنهب، مما اضطر المجتمع الدولي إلى عرض القضية أمام الأمم المتحدة التي قررت إرسال قوات لحفظ الأمن في الصومال تحت اسم عملية إعادة الأمل. إلا أن هذه القوات لم تفلح في السيطرة على القوات المتنازعة، بل لقد انسحب معظمها عام 1995م تاركًا الأمر لأهله عسى أن يلتئم شمل الأخوة المتحاربين. توفي محمد فارح عيديد في أغسطس 1996م متأثراً بجراحه عقب واحدة من معارك الحرب الأهلية، وخلفه ابنه حسين عيديد. وفي عام 1997م، اتفق الفرقاء على عقد اجتماع في القاهرة عاصمة جمهورية مصر العربية يهدف إلى إقامة حكومة انتقالية في البلاد. عقدت الأطراف المتنازعة مؤتمرًا للصلح في القاهرة في 22 ديسمبر عام 1997م، إلا أن بعض الأطراف تنصلت من بعض الاتفاقات قبل أن يجف مدادها رغم اتفاقها على وحدة الصومال.
وفي نفس العام، تسببت الأمطار الغزيرة في حدوث فيضانات أدت إلى وفاة 1,300 شخص، وأجبرت 200,000 نسمة على هجر منازلهم.
وفي أكتوبر 2000م، 1997م، اتفقت الفصائل الصومالية، في مدينة عرتة بجيبوتي، على اختيار عبده قاسم صلاة حسن رئيساً للبلاد، كما تم تعيين علي خليف جليف رئيساً للوزراء.

## اتحاد المحاكم الإسلامية
بعد انهيار الحكومة الصومالية عام 1991 وانسحاب الولايات المتحدة منقوات حفظ السلام التابعة للأمم المتحدة قامت حرب اهلية قبلية استمرت زهاء 14 عاما، أصبح نظام المحاكم الإسلامية هو نظام القضاء في الصومال. ونما دور المحاكم وبدأت المحاكم في تقديم خدمات مثل التعليم والرعاية الصحية وأصبحت أبضا تمثل دور الشرطة واستطاعت سد مسالة الفراغ الأمني والقانوني والحد من نفوذ امراء الحرب الاقوياء وحماية الضعفاء بعد الانهيار الكامل لدعائم الدولة الصومالية. وهكذا نشأت المحاكم الإسلامية في مواجهة امراء الحرب، ودفع نجاح تجربة المحاكم إلى انتشارها في ربوع العاصمة مقديشو ثم اتحدت بالتحالف ما بين رجال الدين وطبقة التجار، وتكونت تلك المحاكم من 14 محكمة تجمع اطرافا محلية منقسمة هي الأخرى على ذاتها فالمعتدلون يسيطرون على 11 محكمة واما المتشددون فعلى ثلاثة محاكم. وترتبط 10 محاكم بقبيلة واحدة هي قبيلة الهاوية التي تسيطر على مقديشو، وهناك بعض المحاكم المستقلة عن اتحاد المحاكم الإسلامية.
و يرأس المحاكم الإسلامية شريف الشيخ أحمد الذي يعد ممثلا للتيار المعتدل داخلها في مقابل الشيخ طاهر عويس الذي يقود واحدة من المجموعتين المسلحتين داخل الاتحاد والذي تم اختياره رئيسا لمجلس شورى المحاكم. وتهدف المحاكم الإسلامية إلى بسط القانون والنظام والعمل على غلبة العامل الديني الإسلامي على الولاء القبلي.

## الإهمال الكيني للمحافظة الشمالية الشرقية الصومالية
في مايو 2010، عقدت جامعة گاريسا حفل جمع تبرعات في العاصمة نيروبي، وعبر المشاركون في الحفل عن شعورهم بالغبن، والتهميش والإهمال، وانعدام الخدمات العامة في جميع مرافق الحياة بالإقليم، كالصحة، والتعليم، والبنية التحية، كما أكدوا اهتمام الحكومة بالمناطق الأخرى غير الإقليم الصومالي في المشاريع التنموية.
وقال السياسي البارز الكيني ذو الأصول الصومالية بلي كيرو، في كلمة بالحفل إن «الإقليم هو الوحيد في كينيا الذي تنعدم فيه مؤسسات التعليم العالي، منذ ما يقارب خمسين عاما» مشيرا إلى أن جامعة غاريسا تحمل رسائل مهمة للصوماليين في كينيا، بالاعتماد على أنفسهم، بعد أن يئسوا من وعود الحكومة التي فقدت المصداقية حسب وصفه. وشن كيرو هجوما لاذعا على الحكومة بسبب إهمال الإقليم الذي يعرف «المحافظة الشمالية الحدودية».
ونبه آدم بري دعالي نائب وزير الثروة الحيوانية إلى مشكلة التعليم في الإقليم الصومالي الكيني، مشيرا إلى وجود مدراس ومعاهد إسلامية غير مسجلة لدى الحكومة، وتساءل عن أسباب عدم إنشاء مؤسسات التعليم العالي في الإقليم.

### دعوى قضائية
وهدد دعالي برفع القضية إلى البرلمان ضد وزير التعليم العالي ويليام روتوا إذا لم يتخذ الإجراءات اللازمة حيال الإقليم. وقال رئيس مجلس الجامعة الدكتور حسن عبده أوعلي إن جامعة گاريسا هي الأولى التي تفتح في تاريخ الإقليم الحديث. وأوضح أن من دواعي إنشاء الجامعة وجود أعداد كبيرة من الطلاب الذين يتخرجون سنويا من المدارس والمعاهد الإسلامية في المدن الرئيسية في الإقليم وهو ما يتطلب إنشاء جامعة توفر لهؤلاء الطلاب فرصة التعليم العالي في المجالات الشرعية الدينية.
وعن أسباب تخلف الإقليم في الجانب التعليمي في وقت يشهد العالم ثورة تعليمية، أشار أوعلي إلى أنه يعود إلى التخلف العام الذي يعاني منه الإقليم ليس في الجانب التعليمي فقط وإنما في المجالات الأخرى الحيوية، كالصحة، وخدمات المياه، والطرقات، والبنى التحتية الأخرى.
وعن دور وزارة التعليم العالي الكينية في الجامعة قال إنه «لا توجد علاقة تربطنا بها، وإنما نحاول الآن فتح قنوات اتصال معها بغية تسجيل الجامعة» مشيرا إلى وجود إجراءات طويلة تنتظرهم لإنجاز هذه المهمة.
وأرجع رئيس جامعة گاريسا تخلف الإقليم عن بقية مناطق كينيا للظروف السياسية المحيطة به، والنظرة الأمنية التي ينظرها ساسة كينيا حيال الإقليم.
تاريخ الإقليم
وقد ضمت كينيا الإقليم الصومالي إلى أراضيها في 1963 ومنذ ذلك الوقت فهو جزء من الأراضي الكينية.
يشار إلى أن الإقليم الصومالي في كينيا المعروف حاليا باسم إقليم شمال شرق كينيا، وسابقا المقاطعة الشمالية الشرقية، كان أحد المستعمرات البريطانية، وقد ألحقته السلطات الاستعمارية بكينيا عام 1948.
لكن سكان الإقليم رفضوا هذا القرار. وفي عام 1963 وافق الصوماليون باستفتاء أجرته كينيا على الانضمام إلى جمهورية الصومال، إلا أن كينيا ألغت هذا الاستفتاء بتعاون بريطاني.
ورفض سكان الإقليم المشاركة في الحكومة الكينية الأولى برئاسة جومو كينياتا التي شكلت عام 1963 وارتكبت مجازر بحق المدنيين لا تزال محفورة في أذهان سكان الإقليم.
وتوترت علاقات الصومال وكينيا بسبب ما جرى، إلا أن منظمة الوحدة الأفريقية نزعت فتيل الأزمة بينهما في 14/9/1967.
ويقدر عدد سكان الإقليم وفق آخر إحصائية أجريت عام 1999 بنحو 962,142 نسمة. وتبلغ مساحته الجغرافية 126,902 كم مربع والذي يقدر بنحو 20% من مساحة البلاد.

## للاستزادة
- Pierre Petrides, The Boundary Question between Ethiopia and Somalia. New Delhi, 1983.

## وصلات خارجية
- Somalia-Ethiopia, Kenya Conflict
- Somalia Online News and Discussions